# Kloster Daimbach
Das Kloster Daimbach war ein Zisterzienserinnenkloster bei Mörsfeld in der Pfalz an der Grenze zu Rheinhessen. Alternative Schreibweisen des Klosternamens sich Kloster Daigenbach und Kloster Degenbach.

## Geschichte
Der Zeitpunkt der Klostergründung und sein Stifter sind unbekannt. Die Gründung wird in der zweiten Hälfte des 13. Jahrhunderts vermutet. Die erste Urkundliche Erwähnung erfolgte 1298.
Trotz Förderung durch die Herren von Löwenstein verarmte das Kloster. Im Jahr 1310 wurde es nach einer Stiftung des Ritters Hermann Muckelin neu errichtet.
Das Kloster unterstand wahrscheinlich dem Kloster Eberbach im Rheingau, in den ab 1498 erhaltenen Visitationsprotokollen wird es nicht aufgeführt. Eine Visitation des Klosters Daimbach 1499 erfolgte durch Abt Johann von Disibodenberg, einem Tochterkloster von Eberbach, und den Erzpriester Wigand von Obermoschel.
Während des Deutschen Bauernkrieges 1525 wurde das Kloster mehrfach geplündert.
Papst Julius III. genehmigte die Aufhebung von zehn Klöstern, darunter das Kloster Daimbach, durch den Pfalzgrafen Friedrich II. zugunsten der Universität Heidelberg. Die Aufhebung des Klosters erfolgte am 9. September 1556.
Von den Gebäuden des Klosters ist nichts mehr erhalten.